# Allhelgonakyrkan, Jekaterinburg
Allhelgonakyrkan (ryska: Храм Всех Святых; translitteration: Hram Vsekh Svjatih), också kallad Blodskyrkan, är en rysk-ortodox kyrkobyggnad belägen i staden Jekaterinburg i Sverdlovsk oblast, vid Uralbergen i Ryssland.
Kyrkan är helgad åt Alla helgons dag och tillhör Jekaterinburgs stift.
Platsen där kyrkan står är även den platsen där tsar Nikolaj II och hans familj blev avrättade av bolsjevikerna mellan den 16 och 17 juli 1918. Kyrkan var dock inte uppförd då, utan då stod det ett hus där vid namn Ipatjevhuset.

## Historik
Ipatjevhuset revs år 1977, men källaren stod kvar.
Under 1980-talet restes ett kors gjort av trä på platsen för den framtida kyrkan, där människor började samlas. I oktober 1990 byttes det ut mot ett metallkors.
I slutet av 1990 utlystes en tävling bland arkitekter om vem som kunde skapa den bästa skissen till kyrkan. I hösten 1992 blev arkitekten K.V. Efremovs projekt utsedd till den bästa. Samma år lades den första stenen till kyrkan, men på grund av brist på pengar avbröts arbetet.
Under biskop Melkisedeks ledning skapades en fond för att samla in pengar till byggandet, men trots det var det inte möjligt att fortästta bygget. 1997 erbjöds Efremov att göra ändringar i det ursprungliga projektet. Han vägrade detta och arbetet fick därför tas över av arkitekterna V. Morozov och V. Grachev.
Kyrkan började att byggas år 2000 och stod klar 2003. Den övre delen av kyrkan invigdes den 16 juli samma år som kyrkan stod klar, vilket var 85-årsdagen av avrättningen av tsarfamiljen.

## Kyrkan

### Exteriör
- Kyrkan är byggd i rysk-bysantinsk stil.[7][3]
- Byggnaden har fem kupoler.[3]
- Korset på den största kupolen är 10 meter hög.[3]
- Kyrkan är 60 meter hög.[3]

### Inventarier
- I december 2002 påbörjades installationen av en ikonostas som finns i den nedre delen av kyrkan och som är gjord av porslin.[5]
- Golvet i den nedre delen är gjort av marmor.[5]
- I slutet av januari 2003 började installationen av ikonostasen i den övre delen och som är gjord av vit marmor. Ikonostasen är 28 meter lång och 13 meter hög.[5]

### Klockor
- Kyrkan har 15 klockor.[3]
- Den största klockan väger 9 ton, som donerades av den Rysk-ortodoxa kyrkan utanför Ryssland 2010.[3]
- Den 6 oktober 2002 invigde Vladyka Vikenty kyrkans mindre klockor.[5]
- Den 5 maj 2003 invigdes en 3 ton tung klocka, som sedan hissades upp till klocktornet. Den 15 maj samma år sattes en klocka på 5 ton upp i klocktornet.[5]

## Övrigt
Nära kyrkan finns ett kapell som invigdes 1992. Varje år på natten den 17 juli firas liturgi i kyrkan, och efteråt genomförs en procession.

## Bilder

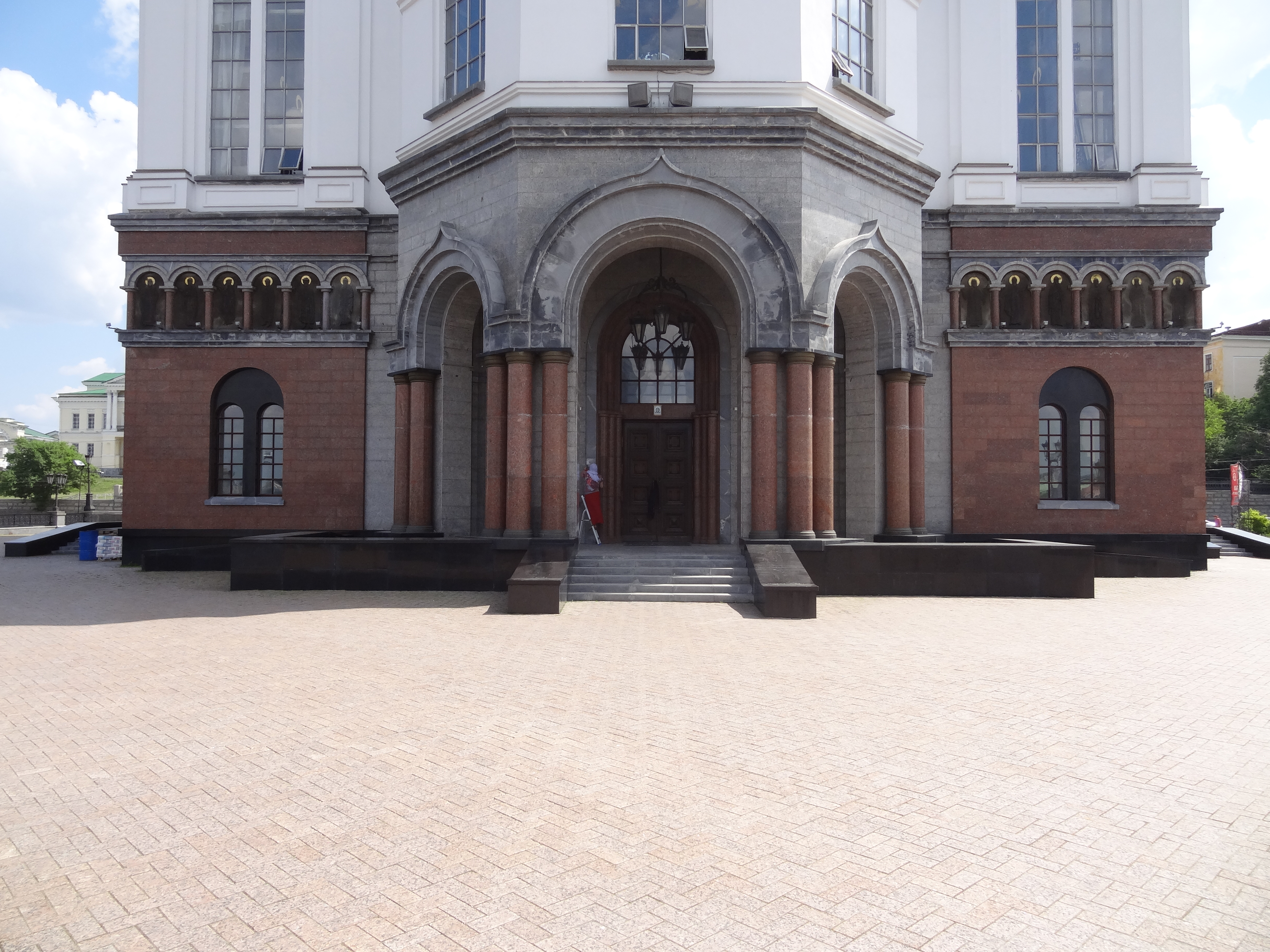
Entrén.
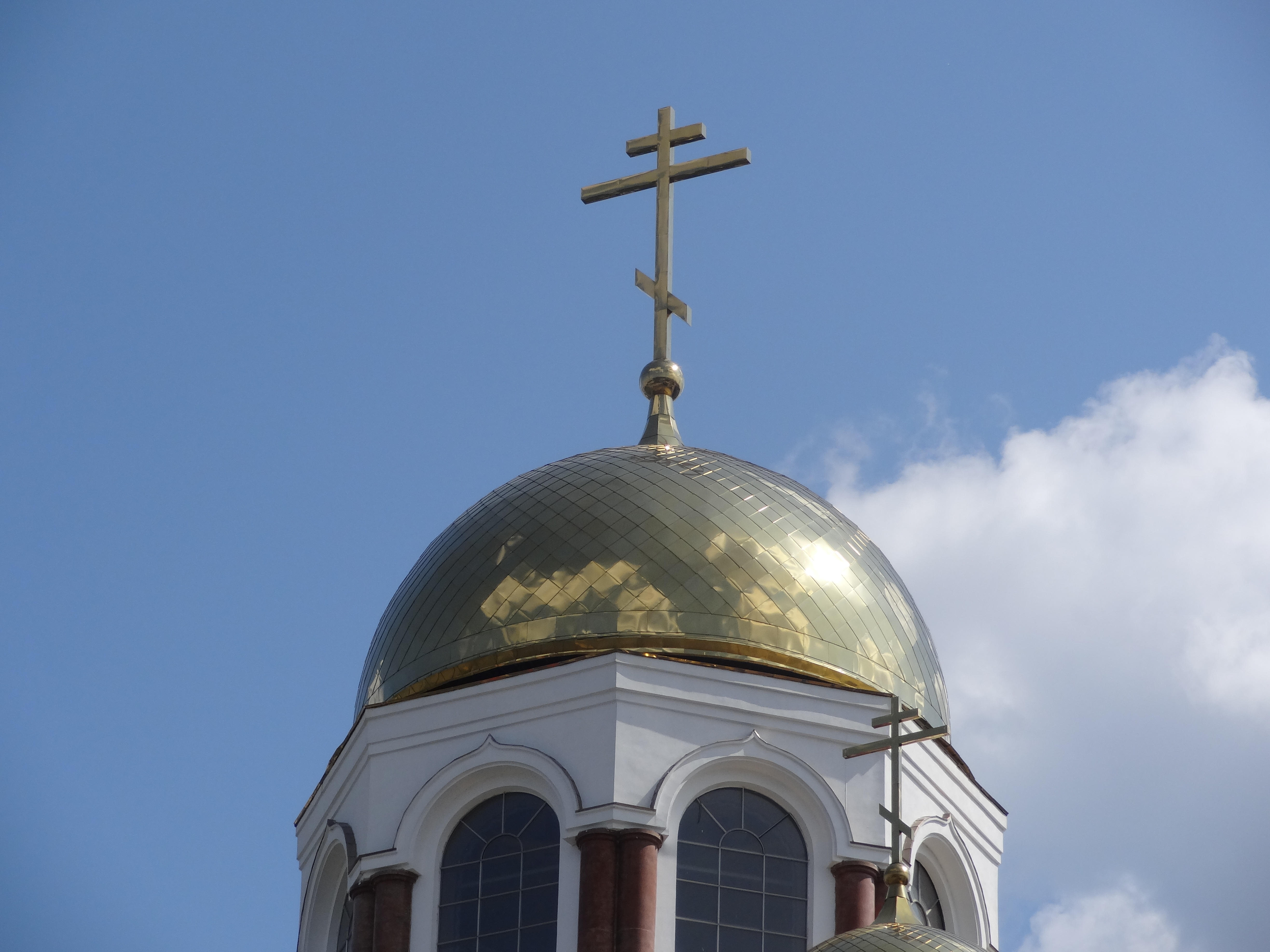
En av kupolerna, med ett ortodoxt kors på.
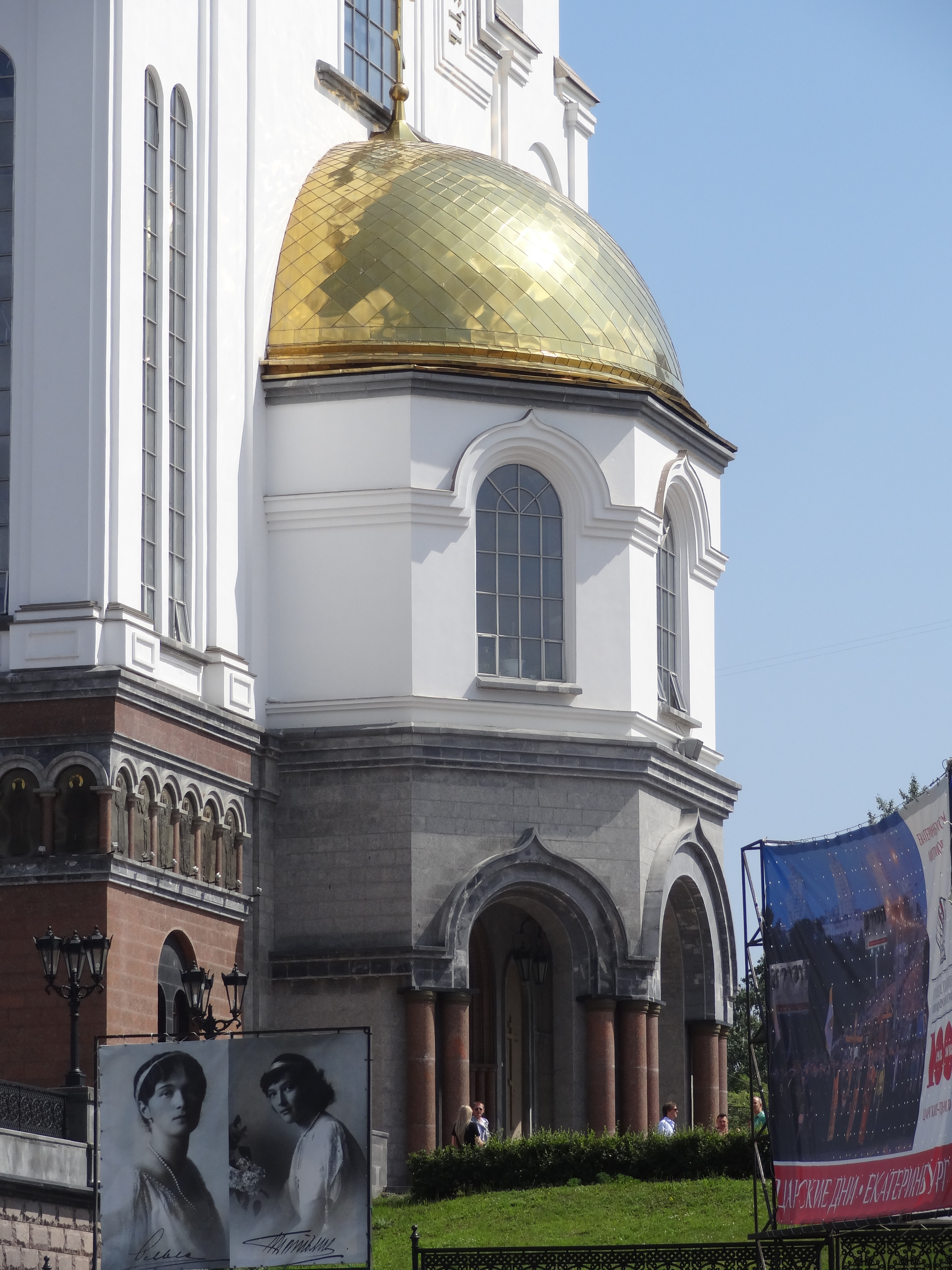
Absiden.
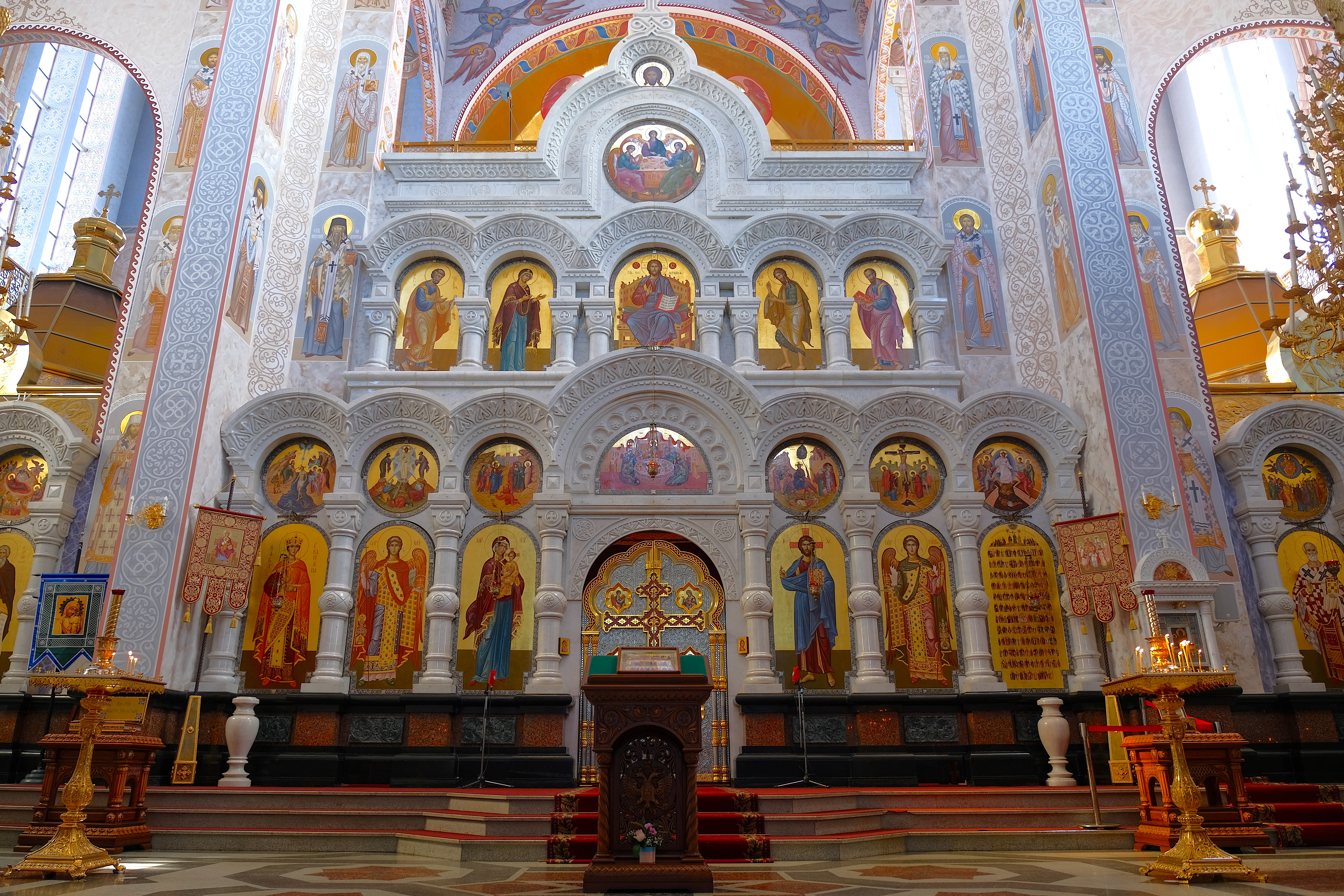
Kyrkans interiör mot ikonostasen (övervåningen).
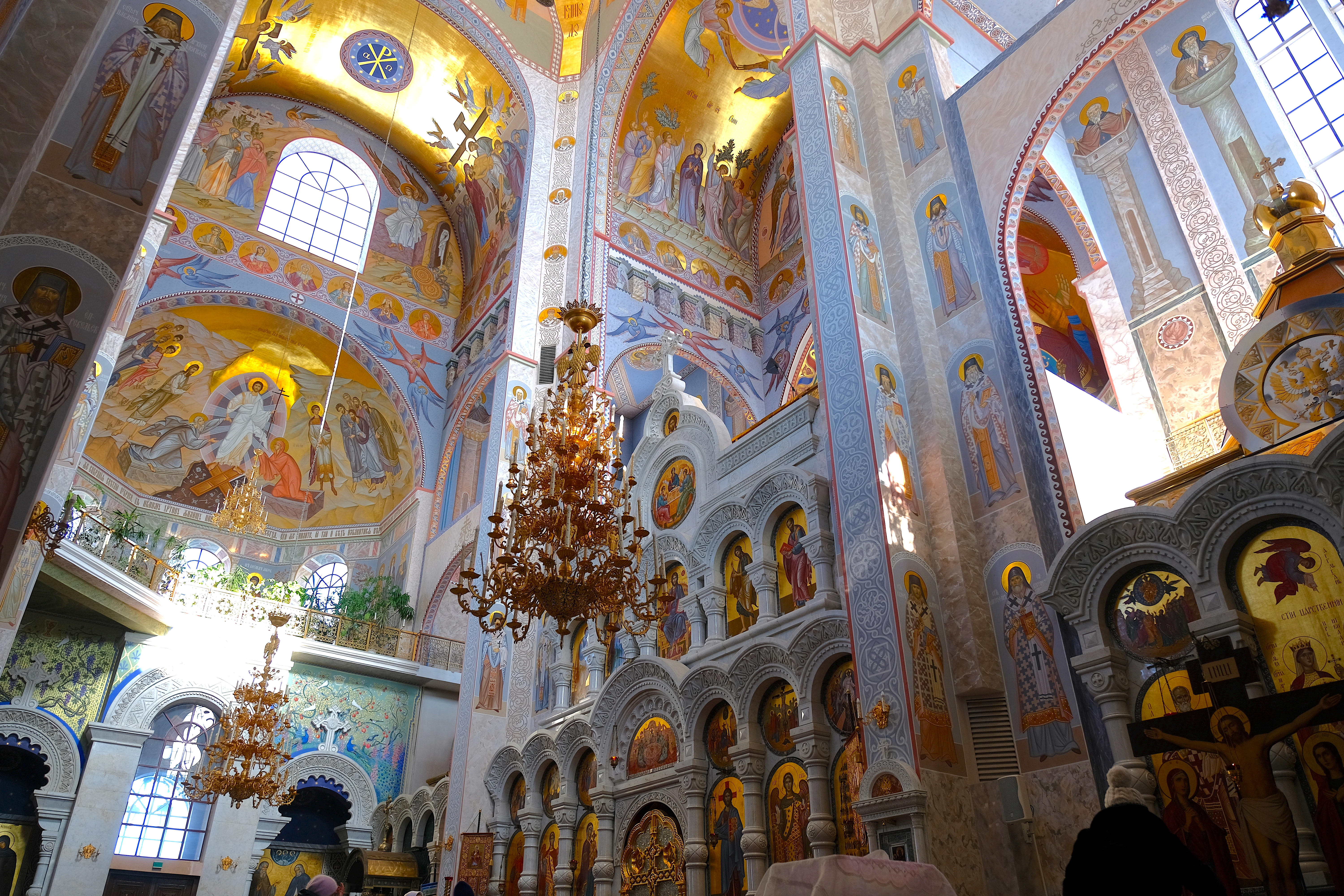
Interiören (övervåningen).
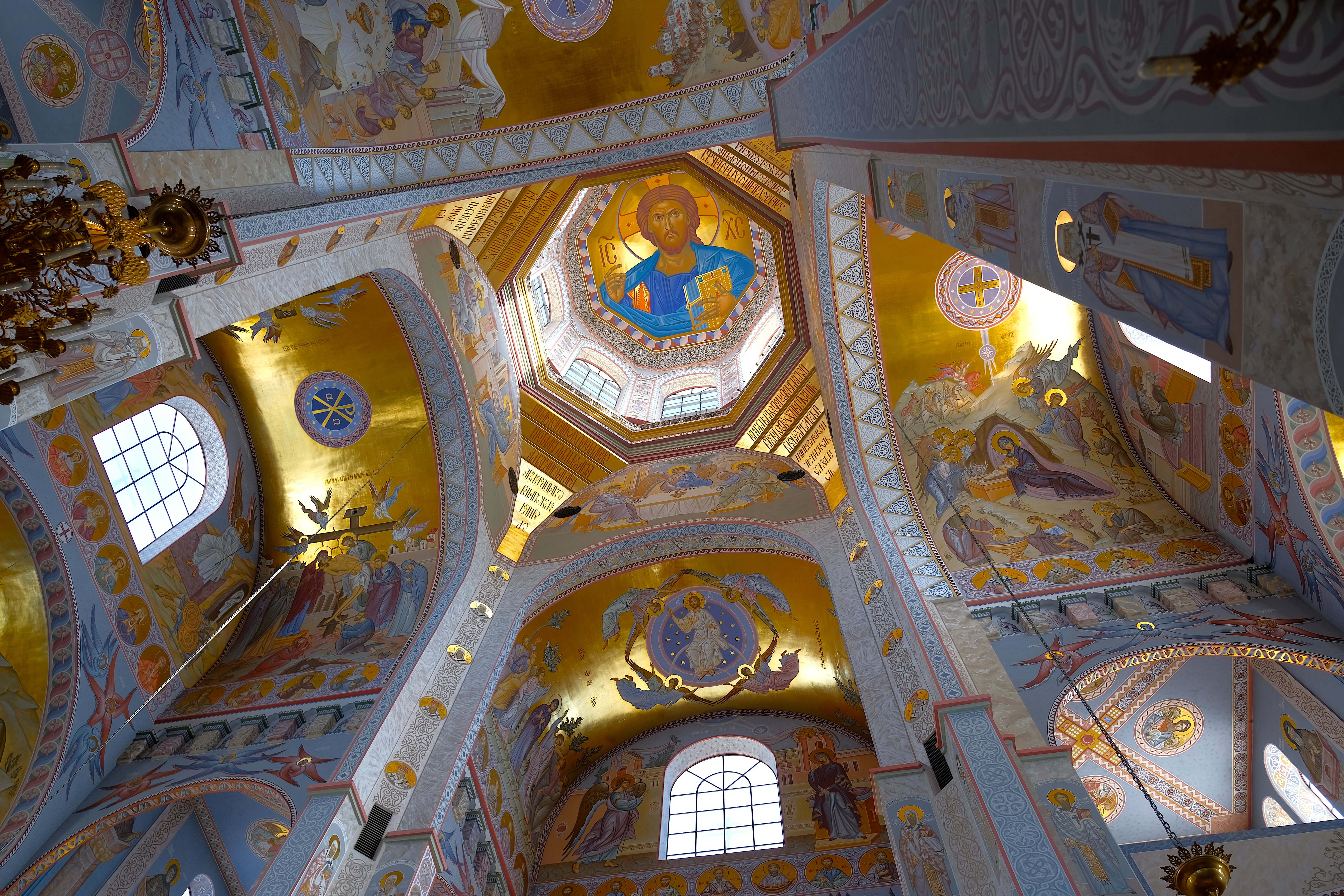
Interiören och kupolen inifrån (övervåningen).
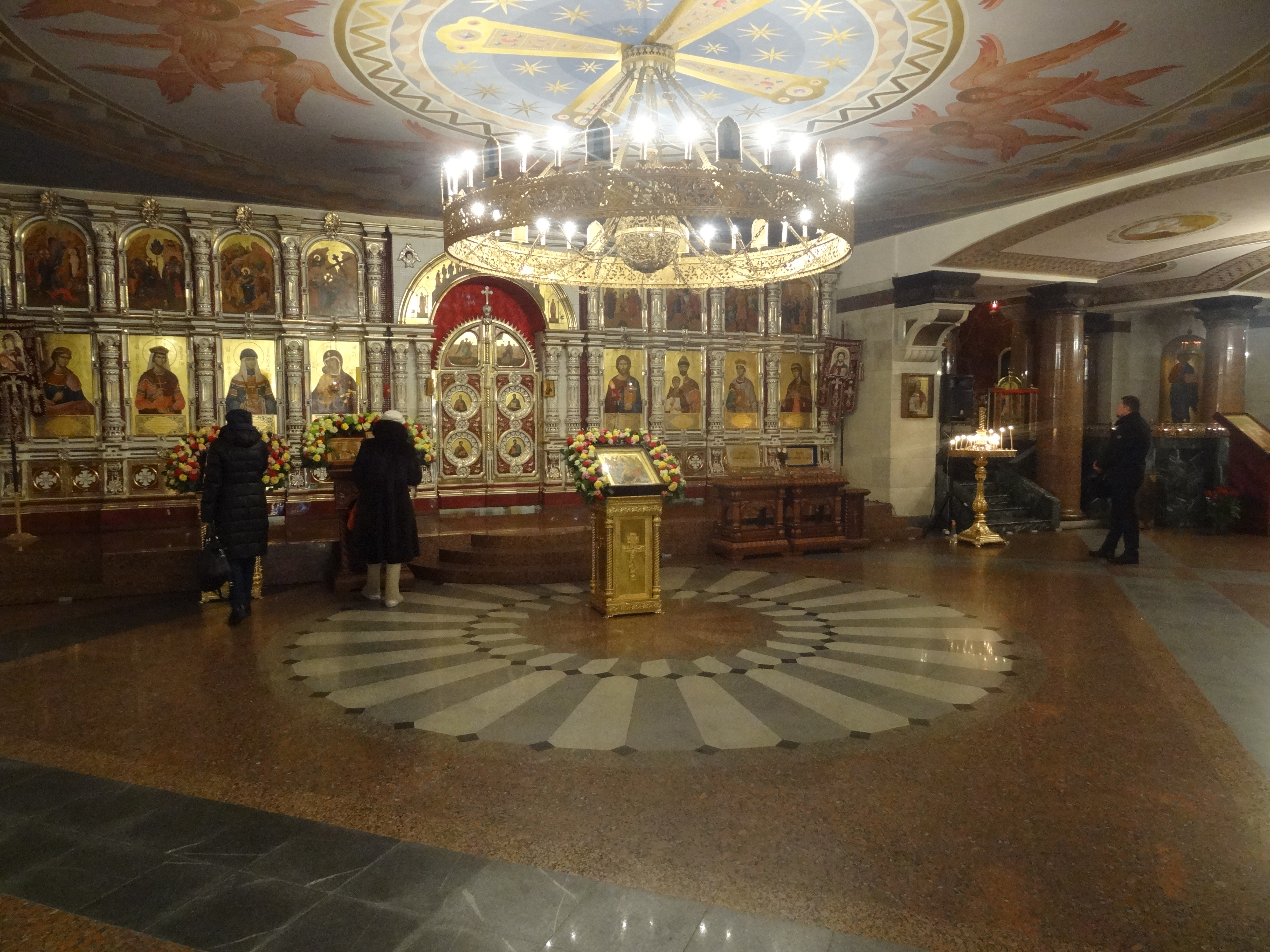
Interiören (kryptan).
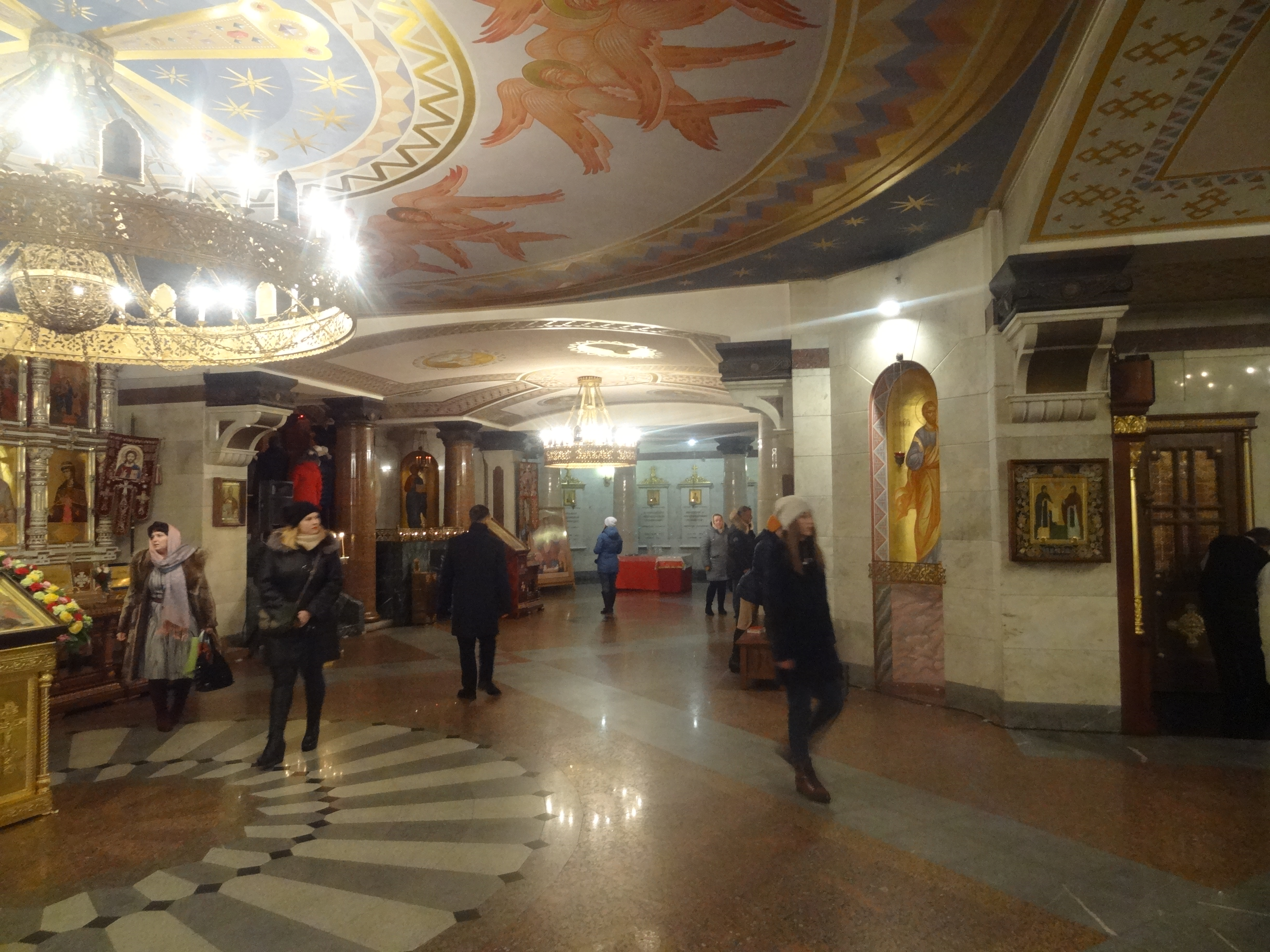
Interiören (kryptan).
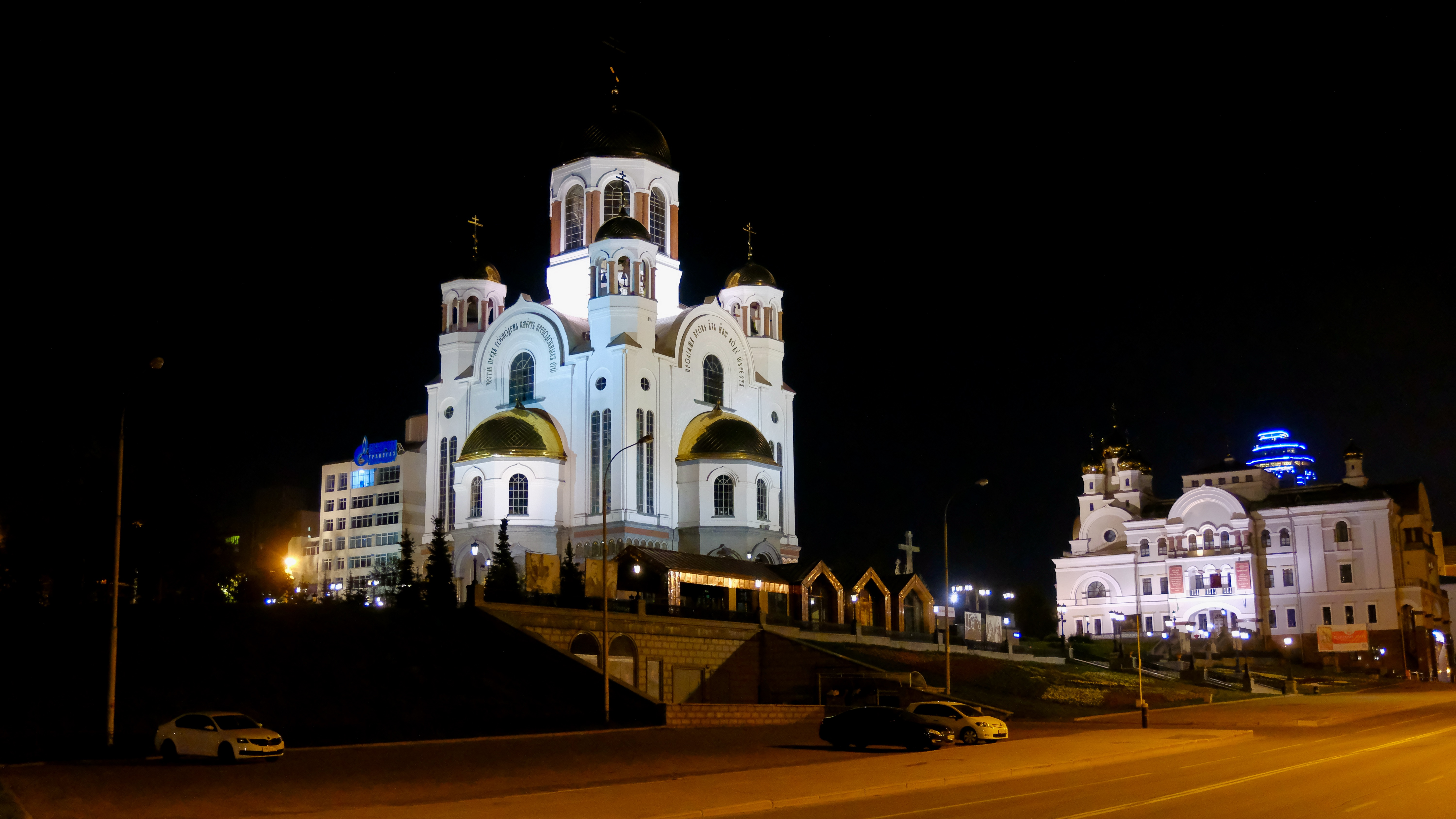
Kyrkan under nattetid.
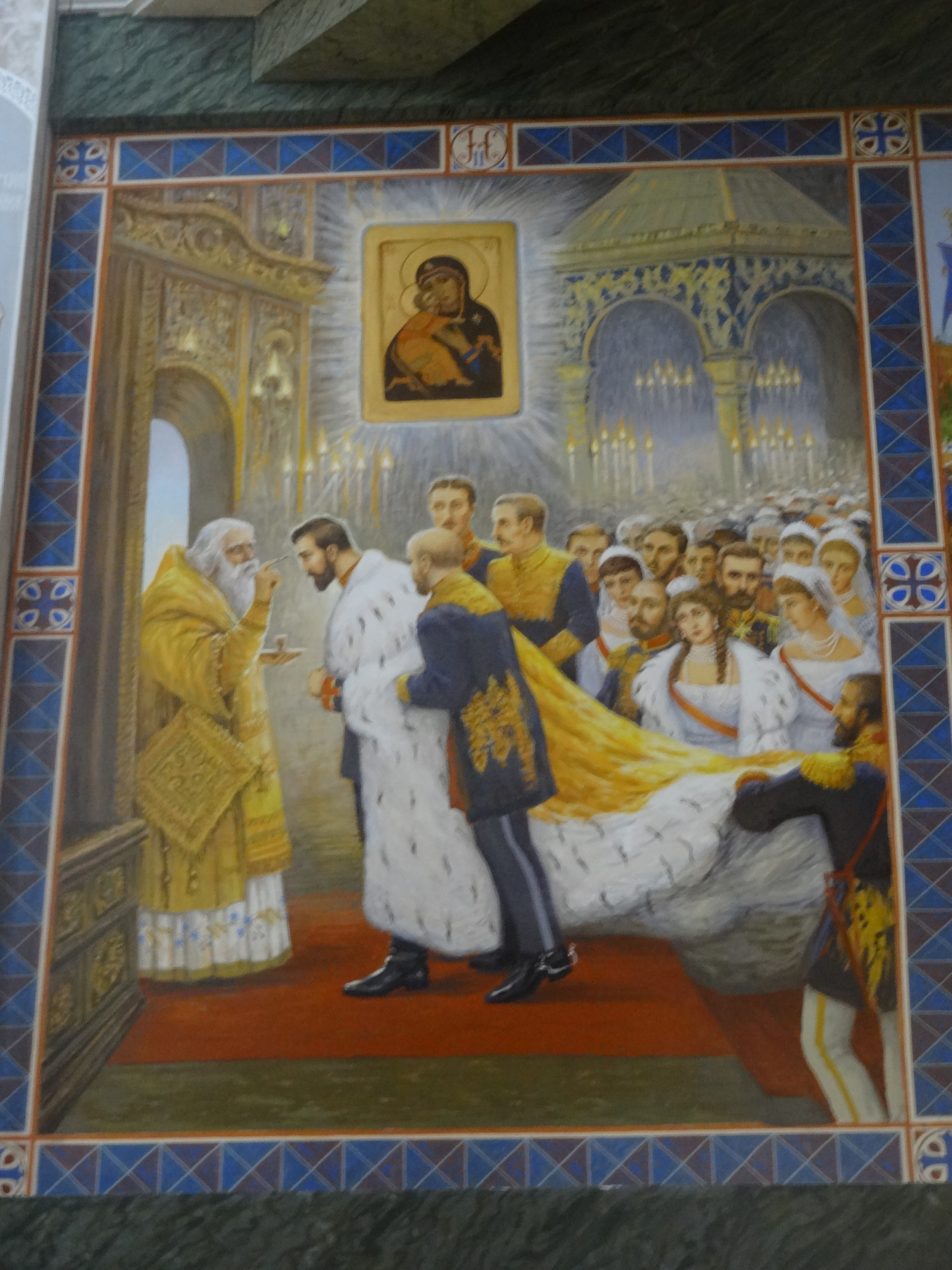
Ikon i kyrkan föreställande kröningen av tsar Nikolaj II och hans gemål, tsaritsa Alexandra.